# Un espion très recherché
Un espion très recherché (titre original en tchèque Bez vědomí soit en français « Sans conscience » ou « Inconsciemment ») est une mini-série britannico-tchèque en six épisodes de 60 minutes réalisés par Ivan Zachariáš. Elle est diffusée à partir du 17 novembre 2019 sur HBO Europe et en août 2021 sur la chaîne franco-allemande Arte.
Empruntant aux genres du film d'espionnage et du thriller, la série s'attache au portrait d'un couple de dissidents tchécoslovaques de retour d'exil lors de la révolution de Velours qui changea le régime en Tchécoslovaquie, de novembre à décembre 1989, dans le contexte de la chute des régimes communistes en Europe.

## Synopsis

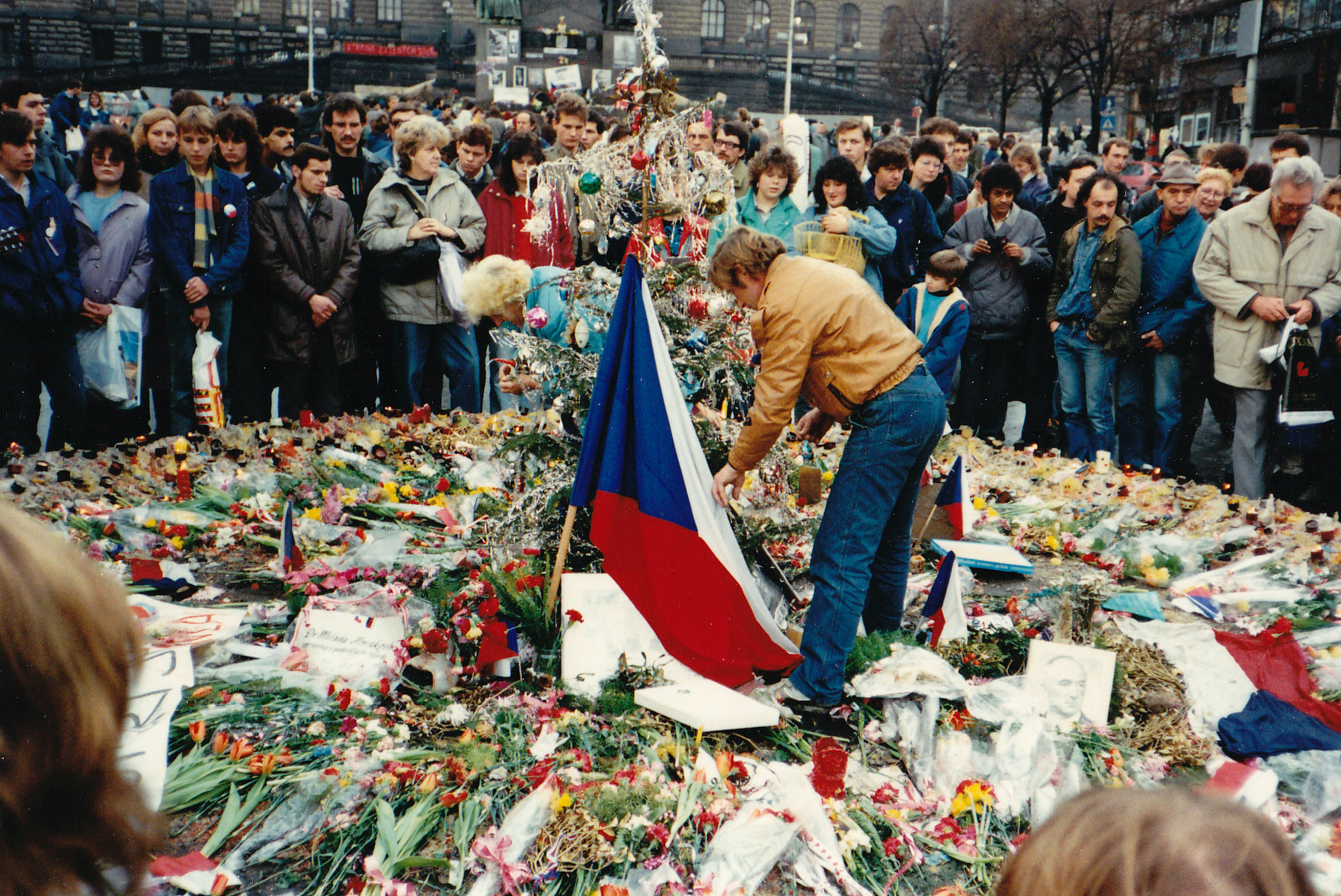
Václav Havel (au centre) et des manifestants commémorant la lutte pour la Liberté et la Démocratie en novembre 1989 à Prague.

Durant la révolution de Velours, Viktor Skála, un dissident tchécoslovaque en exil depuis douze ans au Royaume-Uni, revient en octobre 1989 à Prague avec son épouse, Marie, à la demande, étrange, d'une ancienne amie. Alors que le couple vient de rendre visite à la sœur de Marie, devenue grand-mère, il est percuté sur le bord de la route par une voiture. Marie se réveille à l'hôpital après quelques jours de coma mais Viktor a disparu. Elle tente, en vain, d'alerter l'ambassade britannique à Prague sur le sort de son époux, tous deux ayant acquis la nationalité britannique. Dès lors, un ensemble de personnages troubles de la Sûreté de l'État (StB) et de l'ambassade vont interférer dans sa recherche de son époux.

## Distribution
- Táňa Pauhofová : Marie « Maruchka » Skálová
- Martin Myšička : Viktor Skála
- Jan Vlasák : Václav Vlach
- Martin Hofmann : Honza Berg
- Lenka Vlasáková : Hanka
- Petr Lnĕnička : Petr Novák
- Hattie Morahan : Susanne Clayton
- David Nykl : Gerald Lloyd
- Kristýna Podzimková : Miluska
- Attila Mokos : Robert Patera
- Jevgenij Libeznuk : Vladimir Volkogonov
- Jim High : Agent Smith
- Ivan G'Vera : Jizva
- Brigita Cmuntová : Jana
- Tomás Jerábek : Tonda
- Lucie Juricková : Vlasta Vlachová
- Jakub Zácek : Dr Jaroslav Kalbach
- Jirí Simek : Jirka
- Jirí Strébl : Karel Sekyra
- Zdenek Cernín : l'archiviste Adam Bláha
- Martin Kubacák : Stepan Stadnykov
- Ewan McLaren : Ewan Robertson
- Václav Kopta : le garagiste
- Roy McCrerey : l'ambassadeur britannique
- James Beaumont : Jones

## Fiche technique
- Titre original tchèque : Bez vědomí
- Titre français : Un espion très recherché
- Titre allemand : Die Schläfer
- Titre international : The Sleepers
- Réalisation : Ivan Zachariáš
- Créateur et scénario : Ondřej Gabriel
- Photographie : Jan Velický
- Montage : Filip Malásek
- Son : Jakub Čech et Pavel Rejholec
- Costumes : Simona Rybáková
- Décors : Jan Vlasák
- Musique : Petr Malásek
- Production : HBO Europe
- Producteurs : Jan Bilek avec Tereza Polachová et Steve Matthews
- Pays d'origine : Tchéquie
- Format : Couleurs – numérique – HD 16:9 – son stéréo
- Langues originales : tchèque, anglais, russe
- Durée : 6 × 60 min
- Chaînes originales : HBO Europe
- Dates de diffusion : 
  - Du 17 novembre au 1er décembre 2019 sur HBO Europe[1]
  - 12 août 2021 plateforme numérique d'Arte
  - Du 19 au 26 août 2021 Arte

## Production
Il s'agit de la première série du scénariste Ondřej Gabriel qui s'attache à l'écriture dans le cadre de la commémoration à venir des trente ans de la révolution de Velours qu'a connu son pays en 1989,. Pour renforcer le réalisme du scénario et des personnages, les concepteurs de la série ont recours à des consultants spécialisés, Daniel Povolny pour le fonctionnement de la Sûreté de l'État tchécoslovaque, la StB, et H. Keith Melton, un ancien de la CIA,.
La série est essentiellement tournée à Prague et ses environs, ainsi que certaines scènes extérieures à Londres.
Dans le premier épisode, la pièce pour violon et piano que joue Marie Skálová lors de son audition est la Vocalise de Sergueï Rachmaninov.

## Accueil

### Réception critique
Pour Ouest-France cette série historique revient sur la révolution de Velours sous le prisme de l'espionnage dans « une histoire écrite avec acuité, précision [avec] des personnages très dessinés [et] un contexte parfaitement restitué » aboutissant à « un résultat brillant dans son fond comme dans sa forme ». Le quotidien suisse La Tribune de Genève note quant à lui l'importance des « seconds rôles tordus » dans cette série qui « concilie suspense et réalisme » grâce notamment à la participation dans l'écriture de consultants spécialisés.
Pour la presse de télévision, Télé-Loisirs y voit « un thriller paranoïaque, angoissant et captivant » qui « happe le spectateur avide de réponses et ce malgré un rythme assez lent et le sens du détail historique qui parfois peut le perdre » quand Télé Z juge qu'il s'agit d'une « plongée documentée portée par l’actrice slovaque Táňa Pauhofová ». En revanche le magazine culturel Télérama ne lui accorde que la note d'un T, appréciant, sans plus, la série.
La presse allemande est également très positive, avec le Süddeutsche Zeitung qui souligne l'absence d'effets cinématographiques donnant « un ton narratif sombre et claustrophobe, une atmosphère nihiliste » qui renforce l'aspect « déstabilisant [...] vraiment oppressant » de cette série qui « brille par cette ambivalence » malgré tout de même quelques clichés. Pour le Tagesspiegel la « force [de la série] réside définitivement dans la retenue discrète, parfois presque sous sédation, de personnages ordinaires dans une histoire exubérante » tandis que pour le Frankfurter Allgemeine Un espion très recherché « illumine la fin de la Tchécoslovaquie communiste d'un point de vue interne » avec un « thriller raffiné et pessimiste » remarquant tout particulièrement l'« excellent travail » du chef-décorateur, Jan Vlasák, pour sa reconstitution très réaliste de Prague (intérieur et extérieur) dans les années 1970-1980.
Lors de sa diffusion originale en Tchéquie, la presse tchèque accueille très favorablement la série qui « dresse un miroir sans compromis d[u] passé et d[u] présent » du pays, faisant un rapprochement avec le film allemand La Vie des autres (2006), tout en soulignant les jeux de rapports de force permanents entre les services de renseignement de l'Est et de l'Ouest (ici le MI-6 britannique) et se félicitant que les rôles principaux aient été donnés à des femmes dans un monde traditionnellement masculin.

### Audiences
La diffusion des trois premiers épisodes en première partie de soirée le jeudi 19 août 2021 sur Arte réunit 582 000 spectateurs, soit 2,9 % de parts de marché (PdM), plaçant la mini-série en huitième position des programmes le plus regardés ce soir-là, opposée notamment au film Astérix et Obélix contre César sur TF1 (4,219 millions soit 22,8 % de PdM), à un épisode inédit de la collection Crimes parfaits sur France 3 (3,138 millions soit 15,5 % de PdM) et à l'émission Maison à vendre sur M6 (2,041 millions soit 11,1 % de PdM).
Les trois derniers épisodes diffusés une semaine plus tard le jeudi 26 août 2021 ont été suivis par 333 000 spectateurs, soit 1,6 % de parts de marché (PdM), plaçant la mini-série seulement en treizième position des programmes le plus regardés ce jour-là, soir de diffusion notamment du film Astérix aux Jeux olympiques sur TF1 (3,485 millions soit 18,5 % de PdM), à un épisode de la collection Crimes parfaits sur France 3 (3,472 millions soit 16,5 % de PdM) et à la série 9-1-1 sur M6 (2,842 millions soit 13,5 % de PdM).

## Distinctions
Bez vědomí est présenté en juillet 2019 au Festival international du film de Karlovy Vary en Tchéquie puis le 12 septembre 2019 lors du Festival international du film de Toronto au Canada et ensuite Serial Killer (en) le 27 septembre 2019 au festival où elle reçoit le prix de la « Meilleure série télévisée d'Europe centrale et de l'Est ». Enfin, la série a été nommée dans la catégorie « Meilleure série télévisée » lors des Lions tchèques en 2020.